# Luise Kassow-Lange

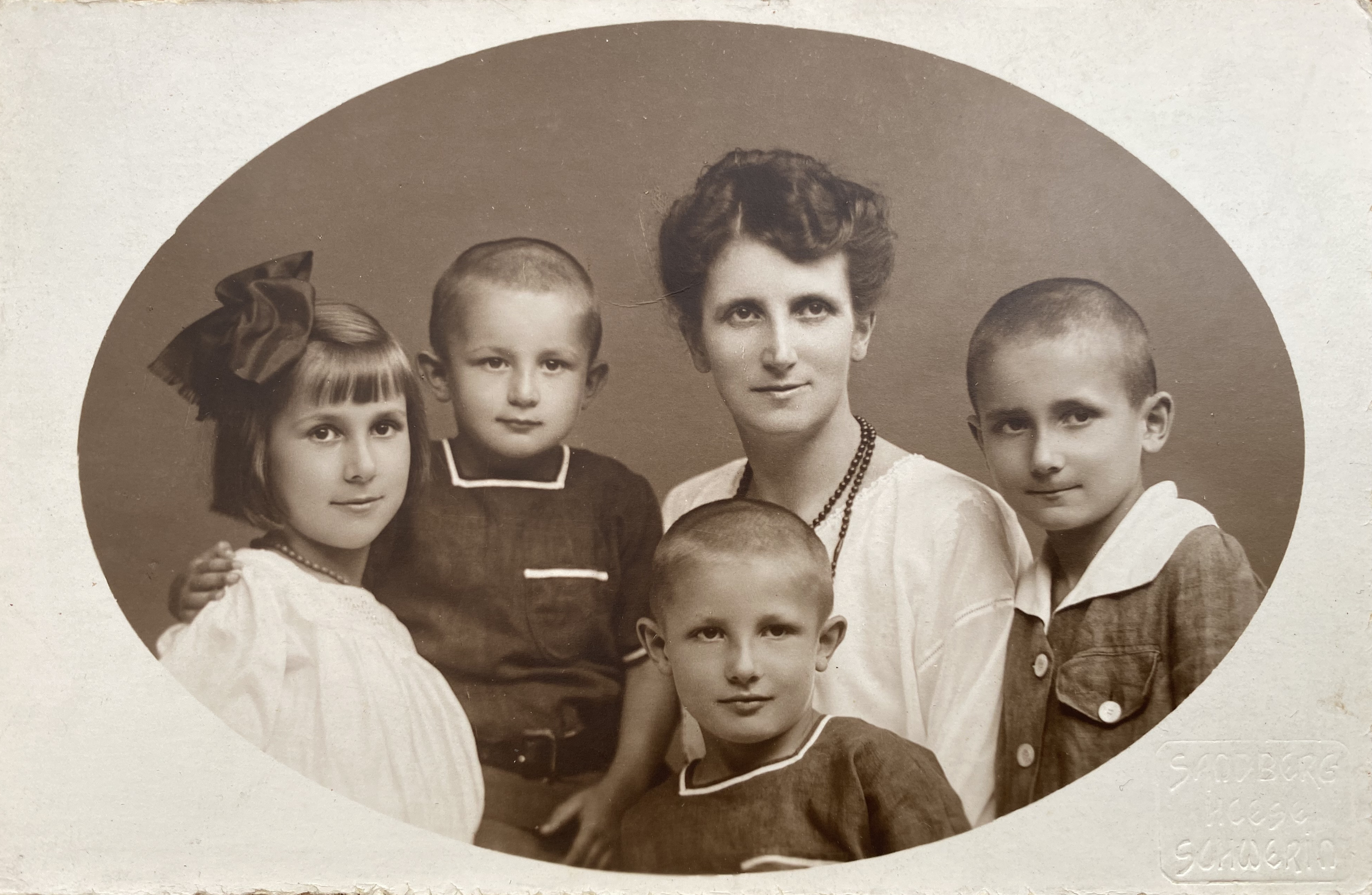
Louise Lange, geb. Kassow mit ihren Kindern, 1917

Ca. 1907 „Die Mecklenburgerin“ von Louise Kassow

Titelbild der Zeitschrift „Der Mecklenburger“ von August 1951: Louise Lange in ihrer Heimattracht mit ihrem Ölgemälde „Fritz Reuter“.

Louise (Luise) Kassow-Lange, auch Luise Lange-Kassow, geb. Auguste Louise Elise Kassow (* 22. März 1878 in Cordshagen, heute Ortsteil von Roduchelstorf; † 5. Oktober 1968 in Hamburg) war eine deutsche Malerin.

## Leben
Luise Kassow war die Tochter des Erbpächters Ludwig Kassow und dessen Frau Luise, geb. Lenschow. Die Familie Kassow war seit 1470 auf dem Bauernhof Hufe I in Cordshagen bei Rehna ansässig. Sie besuchte eine der Höheren Töchterschulen in Schwerin und erhielt privat Malunterricht bei Ludwig Dettmann. Danach ging sie nach Berlin, um bei Lovis Corinth in den Studienateliers für Malerei und Plastik von Arthur Lewin-Funcke zu studieren (Okt. 1905 bis April 1907). Außerdem nahm sie für zwei Monate Malunterricht bei Max Fabian in Berlin.
1909 heiratete sie Georg Lange und zog mit ihm nach Posen. Dort wurde sie Mutter von vier Kindern. Der Sohn Fried Sigismund (* 1915) fiel 1941 im Zweiten Weltkrieg.
Ab 1919 lebte sie in Hamburg-Altona, später in Hamburg-Bahrenfeld, wo sie 90-jährig starb.
Luise Kassow-Lange malte Landschaften, aber auch Porträts. Ein Gemälde zeigt eine junge Frau in der Rehnaer Tracht. Sie war an Heimatgeschichte und Volkskunde interessiert, führte in den 1930er Jahren eine Korrespondenz mit Richard Wossidlo und schrieb Beiträge und Gedichte (in plattdeutscher und hochdeutscher Sprache), die in der Zeitschrift „Der Mecklenburger“ veröffentlicht wurden.

## Ausstellung
- Luise Kassow-Lange. Ein Malerinnenleben, Sonderausstellung, Volkskundemuseum in Schönberg, März bis Juli 2023[2].
- Louise Kassow-Lange. Sehnsucht nach Mecklenburg. Sonderausstellung, Stiftung Mecklenburg, Schwerin, März bis Juni 2024.